# Pływadełko

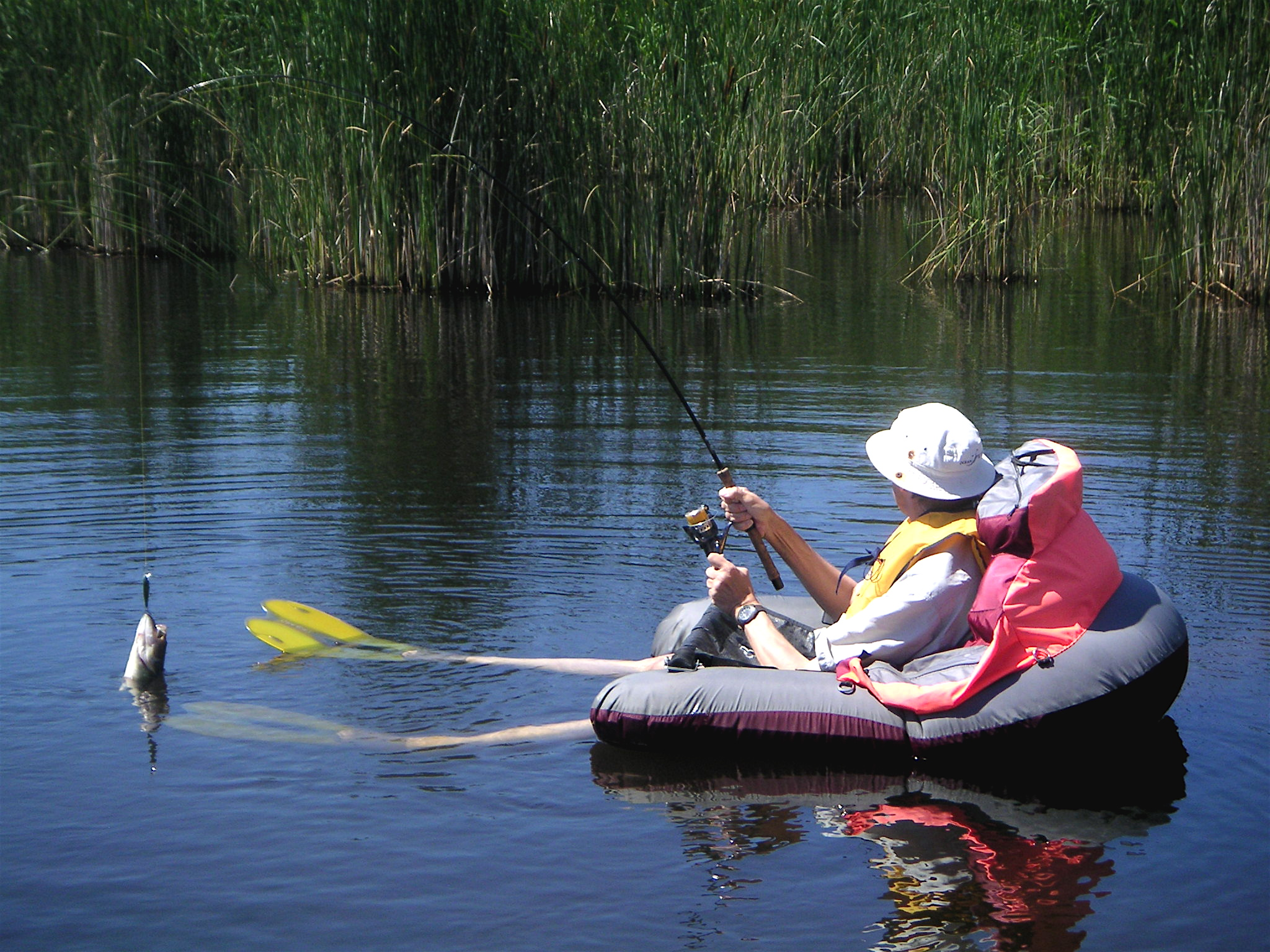
Pływadełko podczas wędkowania

Pływadełko (ang. belly boat, float tube) – odmiana małego i lekkiego środka pływającego użytkowana w wędkarstwie, stanowiąca alternatywę dla klasycznych pontonów i łodzi, umożliwiająca wpływanie w trudno dostępne przy użyciu większego sprzętu miejsca akwenów.

## Opis
Pływadełko składa się z dwóch burt, umieszczonego pomiędzy nimi siedziska skierowanego tyłem do dziobu, a także wnęki na bagaż za oparciem fotela. Niektóre jednostki wyposażone są w dwie pompowane komory, a także pompowane fotel i podłogę. Wędkarz siedząc w pływadełku ma najczęściej lustro wody w połowie łydek, choć zdarzają się konstrukcje w których użytkownik zanurzony jest do połowy brzucha.
Jednostki dzielą się na dętkowe i bezdętkowe. Pływadełka dętkowe mają balony umieszczone w pokrowcach z elastycznych materiałów (PVC, kodura), zapinanych na zamki błyskawiczne. Pontony bezdętkowe mają pompowane burty z grubego PVC i z reguły dwie komory. Są sztywniejsze i cięższe, ważąc 10–15 kilogramów. Zapewniają jednak większą stabilność. Fotele dla wędkarzy wykonane są albo z tworzywa piankowego, albo są pompowane.
Produkt został najprawdopodobniej stworzony do połowów w małych, kameralnych akwenach. Obecnie używa się go w różnych warunkach, także w nocy, na różnej wielkości rzekach, na dużych jeziorach, a nawet na wodach oceanicznych.